# ماسانوبو ماتسوفوجی
ماسانوبو ماتسوفوجی (انگلیسی: Masanobu Matsufuji؛ زادهٔ ۲۷ آوریل ۱۹۹۲) بازیکن فوتبال اهل ژاپن است.